# Carmen Saco
Carmen Saco (Barranca, 1882-Lima, 1948) fue una escultora y pintora peruana.

## Biografía
Carmen Saco nació en 1882 en Barranca, una pequeña ciudad al norte de Lima. En la primera mitad de los años 1920, ingresó a la Escuela Nacional de Bellas Artes en Lima, siendo discípula prominente del maestro peruano Daniel Hernández y del escultor español Manuel Piqueras Cotolí, y exhibiendo sus obras de escultura y pintura cada año en las muestras organizadas por la escuela.
Durante estos años de aprendizaje estético e intelectual, María Jesús Alvarado Rivera y su organización Evolución femenina, creada en febrero de 1914, empezó una campaña de críticas al Código Civil Peruano de 1851 —incluso artículos recientes— en relación con que las mujeres casadas tenían que estar bajo autoridad parental y guardianía de sus esposos. Carmen es motivada por estas acciones, participando activamente en el bosquejo y promoción de las peticiones que fueran remitidas al Comité de reformas del Código Civil. Su firma aparece en la petición por las mujeres de Evolución femenina del 18 de noviembre de 1922 y constituye la primera evidencia historiográfica de su posterior bien conocido activismo por la causa de las mujeres peruanas.
Habiéndose graduado de la Escuela Nacional de Bellas Artes en 1926, a través de un acuerdo del gobierno del presidente Augusto B. Leguía, Carmen viajó a Europa a complementar su entrenamiento en escultura y pintura. Este viaje la llevó por el Reino Unido, Francia, Rusia, Italia y España, siendo discípula del famoso Auguste Rodin, José de la Solana, y mejorando su calidad de escultora y ceramista en Manises.
Fue accionista y miembro del directorio de la revista Amauta, dirigida por el pensador marxista José Carlos Mariátegui. En dicha revista se publicaron artículos con sus viajes y reproducciones de sus obras. Fue contacto esencial de la revista en Europa, donde contactó con grupos vanguardistas y militantes comunistas, estableciendo una red de intelectuales.